# Castell del Soler

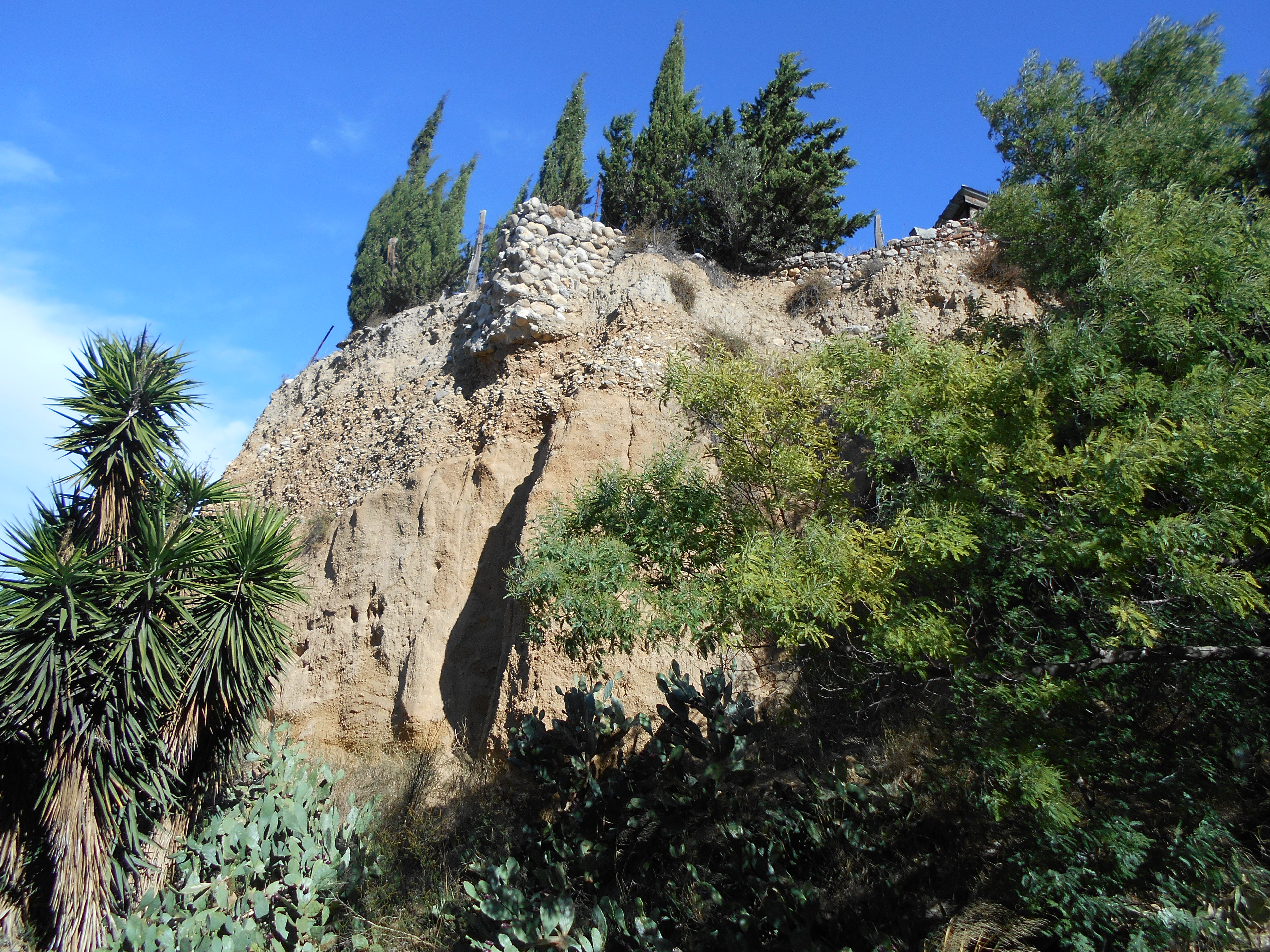
Detall de les restes

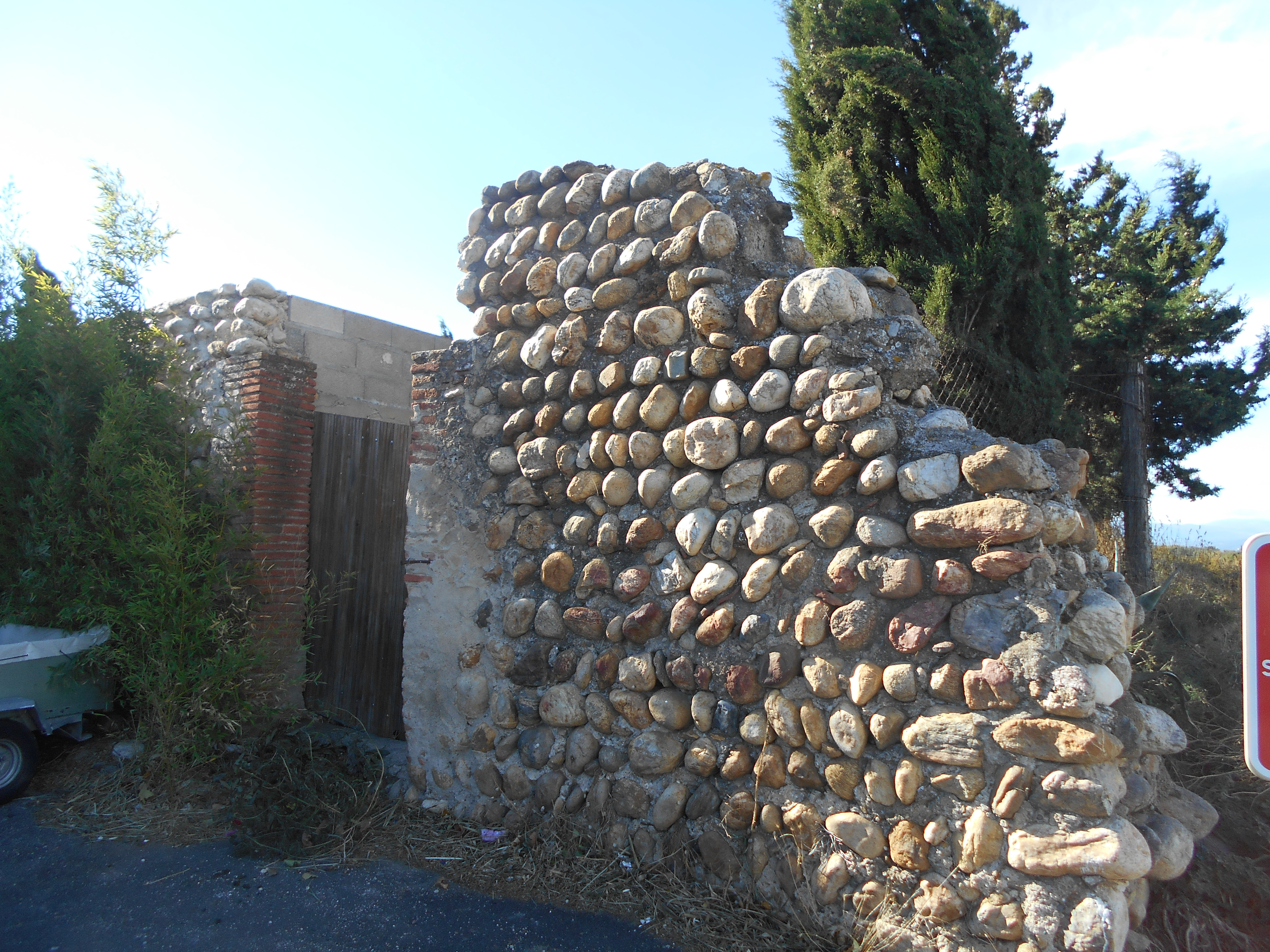
Mur conservat del castell

El Castell del Soler era un castell medieval d'estil romànic del segle x situat en el poble del Soler, de la comuna del mateix nom, a la comarca del Rosselló (Catalunya del Nord).
El castell, quasi del tot desaparegut, era al nord-oest del poble vell del Soler, en un turó menjat per les avingudes de la Tet, on en queden algunes restes.
Les restes de murs conservats mostren un aparell d'obra medieval, probablemnt del segle xi.

## Història
Ensulsiat a la segona meitat del segle xvi, juntament amb el turó d'argila on es trobava i l'església de Sant Domènec del Castell, el castell del Soler havia estat un castell vast i potent. Fins als anys 70 del segle XX se'n conservava una gran torre rodona, però ara ja és desapareguda.